# 浅井樹
浅井 樹（あさい いつき、1971年12月14日 - ）は、富山県富山市出身の元プロ野球選手（内野手・外野手、左投左打）、コーチ。2007年から2019年まで広島東洋カープのコーチを務めていた。コーチ退任後も同球団に残り、現在は球団が運営するベースボールクリニックで少年野球指導に当たっている。

## 経歴

### プロ入り前
父とのキャッチボールをきっかけに野球を始め、小学校3年生の時に少年野球団に入った。奥田中学では1年生の時に投手となったが、2年生から外野手を務めた。
富山商業高に進学すると、1年次の夏からベンチ入りし県大会決勝では途中出場したものの進藤達哉を擁する高岡商業高に敗れている。秋から中堅手のレギュラーに定着。2年次に夏の選手権大会に出場し、初戦で平良幸一を擁する沖縄水産高に敗れた。3年次も夏の選手権大会に出場して1回戦で敗退したが、この試合で本塁打を放ったことが良い思い出になったという。
俊足巧打の外野手として注目され、1989年のプロ野球ドラフト会議前には横浜大洋ホエールズがドラフト外で獲得の意志を示したほか、社会人野球の日本IBM野洲から内定を得ていた。しかし、ドラフト会議で広島東洋カープから6位で突然の指名を受け、大洋からは社会人へ進むことを勧められたが自身の意志で広島への入団を決めた。契約金と年俸はそれぞれ2,500万円、360万円（いずれも推定）だった。

### プロ野球選手時代
1990年は春季キャンプで同期の前田智徳の打撃技術の高さに衝撃を受けた。同年は千代丸亮彦、水沢英樹、前間卓とともにパイオニアリーグのゲートシティ・パイオニアーズに派遣され、58試合に出場した。1つのプレーに対して複数の考えがあるとわかり、視野が広がったという。帰国後は二軍で打撃コーチの内田順三らの指導を受けて猛練習を重ねた。
1993年に一軍初出場を果たす。
1995年、前田の故障で代役として一軍昇格すると、6月15日の対横浜戦でプロ初安打、7月1日の対巨人戦でプロ初本塁打を含む2本塁打・3打点の活躍を見せ、同年は一軍に定着して打率.303の成績を残した。
1996年は9月21日の対阪神戦でファウルボールを打った際に右手有鈎骨を骨折して全治1ヶ月の重傷を負ったが、シーズン通算では.339の高打率をマークし、特に代打成功率は.453にも達した。オフの契約更改では1,500万円増の年俸2,900万円（推定）で契約を更改している。これらの活躍の一方で、当時は同年代の野手に前田の他に金本知憲、緒方孝市、江藤智がおり、ルイス・ロペスも含めたレギュラーの層は厚く、ポジションを奪うことはできなかった。逆に、代打で結果を残したために代打の切り札に定着してしまうというジレンマもあった。
1997年オフに、3年前の黒潮リーグで知り合った女性と結婚した。
1998年はロペスの退団もあり、町田公二郎やティモニエル・ペレスと一塁手のレギュラーの座を争った。7月には金本の欠場を受けて5番打者として起用され、本塁打を放つ活躍でこれに応えている。同年は2年ぶりに100試合以上に出場し、自己最多の75安打を記録した。
1999年は新監督の達川晃豊が攻撃型の打線を試行し、4月6日の対阪神戦では2番打者として起用された。オフには欠場した江藤の代わりにセ・リーグオールスター東西対抗に出場している。前年の活躍でレギュラーに定着しかけていたものの、シーズンの打率は.235など成績は振るわず、契約更改では500万円減の年俸3,650万円（推定）で契約を更改した。
2000年は4月14日の対中日戦で2本塁打5打点の活躍を見せるなど、好調なスタートを切った。5月7日の対阪神戦ではカート・ミラーからサヨナラ満塁本塁打を放っている。一塁手のレギュラーには5月に再入団したロペスが定着したが、故障した緒方に代わり外野手としてスタメンで起用された。8月には3試合連続本塁打を記録するなど、シーズン通算では自己最多の13本塁打、46打点の成績を残した。
2001年は6月の対阪神戦で守備の際にフェンスに激突し、歩行が困難なほど右ヒザが腫れ上がったが、故障を隠して出場を続けた。また、オフには富山県内の小学生340人を対象に、富山県岩瀬スポーツ公園で野球教室を開催している。
2002年は代打を中心に打率.308の成績を残し、600万円増の年俸5,300万円（推定）で契約を更改した。
2003年は野村謙二郎の故障によって新井貴浩が三塁手を務める機会が増え、新井に代わる一塁手としてのスタメン起用に好調な打撃で応えた。
2004年は6月11日の対巨人戦で、1点差に詰め寄られた9回にマット・ランデルから代打満塁本塁打を放っている。同年はFA権を取得し、スタメン出場の機会を得るために移籍も検討したが、愛着のある広島で優勝を目指したいとしてFA権は行使せず残留した。シーズンではセ・リーグ歴代5位タイの代打で20打点を挙げている。
2005年から、選手登録を外野手から内野手へ変更した。
2006年は6月末にメニエール病を発症し、監督のマーティ・ブラウンの若手起用の方針もあって構想外になっていた。一時は現役続行に強い意欲を見せていたが、球団サイドがその代打で培った勝負強さと野球理論を評価してコーチとしてチームに残るよう打診し、本人も了承した。同年10月14日に現役引退を表明、17年間の現役生活に終止符を打った。引退試合となったシーズン最終戦の10月16日の対中日ドラゴンズ戦では7回に代打で出場し、センター前ヒットを放った（同試合で背番号6を翌年から背負う梵英心がフルイニング出場で4打数2安打）。引退セレモニーでは「ぼくは、カープが大好きです。チームメイトもファンのみんなも大好きです。これからは、その大好きなチームと皆さんに、少しずつですけど、恩返しできるように約束します」と涙ながらに語った。同期入団の前田も「17年間一緒にプレーしてきた浅井を最高の形で送り出したい」として、この試合で本塁打を含む4安打を放っている。

### 現役引退後
引退後は広島の二軍打撃コーチに就任。2010年から2012年までは一軍打撃コーチ、2013年から三軍統括コーチを務める。2019年10月28日、来季のコーチ契約を結ばない事が発表された。
2020年からはカープ球団編成部の編成課長兼ベースボールクリニックコーチを務め、カープ球団初の専属指導者職に就いた。2021年度からベースボールクリニックは「カープ浅井打撃塾」と浅井の名前を冠したものになっている。そのほか、中国新聞社制作のウエスタン・リーグ中継（ちゅピCOMひろしま他で放送）で解説を務めている。

## 選手としての特徴
左の強打者として認められていた。しかし、いずれも1500安打、200本塁打以上を記録した前田智徳、金本知憲、緒方孝市が同時期に活躍していた事もあってレギュラーに定着できなかったが、他球団に入っていれば強打の外野手として活躍していただろうと言われる。自身は1年間だけでも良いからレギュラーとして起用されたいと感じていたが、球団からはレギュラー陣と遜色ない実力を持つスーパーサブとして高く評価されていた。夏場に強く、夏男とも呼ばれている。
右打者の町田公二郎とともに代打の切り札として長く活躍し、代打として通算打率.315（2012年現在、セ・リーグ歴代2位）、154安打（2013年現在、同3位）、サヨナラ安打4本、93打点（同5位）という傑出した成績を残している。監督の山本浩二からは、ベンチに居るだけで相手を威圧できると評されていた。球界屈指の勝負強さを誇り、通算7本のサヨナラ安打を記録し、うち3本はサヨナラ本塁打だった。
バットを高く構えて一本足でタイミングを取る、独特の打撃フォームだった。入団当初は一発狙いの豪快なスイングが持ち味だったが、代打のポジションに就いてからはホームランよりはむしろ状況に応じた巧打に徹することが多かった。センター返しや逆方向への流し打ちが上手く、器用な一面ももっていた。
中日ドラゴンズの井上一樹（現：中日監督）とは、同級生、1990年同期入団、左投左打と共通点が多く、また風貌が似ているとよく言われていた。
外野手登録されていた年がほとんどだったが、一塁手としての守備に定評があった。また、2005年には途中出場ながらも3試合連続で盗塁を成功させ、ときには代走要員として起用されることもあった。また、1995年から2004年まで10年連続で三塁打を記録している。試合中にユニフォームの袖を短くまくりあげていた時期があったが、これは筋肉を見せることで投手を威嚇するためであった。この仕草はチームメイトの森笠繁や田村恵が真似ていた。

## 詳細情報

### 年度別打撃成績
| 年 度     | 球 団     | 試 合 | 打 席 | 打 数 | 得 点 | 安 打 | 二 塁 打 | 三 塁 打 | 本 塁 打 | 塁 打 | 打 点 | 盗 塁 | 盗 塁 死 | 犠 打 | 犠 飛 | 四 球 | 敬 遠 | 死 球 | 三 振 | 併 殺 打 | 打 率 | 出 塁 率 | 長 打 率 | O P S |
| --------- | --------- | ----- | ----- | ----- | ----- | ----- | -------- | -------- | -------- | ----- | ----- | ----- | -------- | ----- | ----- | ----- | ----- | ----- | ----- | -------- | ----- | -------- | -------- | ----- |
| 1993      | 広島      | 2     | 2     | 2     | 0     | 0     | 0        | 0        | 0        | 0     | 0     | 0     | 0        | 0     | 0     | 0     | 0     | 0     | 1     | 0        | .000  | .000     | .000     | .000  |
| 1995      | 広島      | 63    | 174   | 152   | 22    | 46    | 6        | 1        | 6        | 72    | 16    | 5     | 3        | 2     | 0     | 20    | 4     | 0     | 31    | 3        | .303  | .384     | .474     | .857  |
| 1996      | 広島      | 103   | 131   | 124   | 24    | 42    | 3        | 1        | 6        | 65    | 28    | 7     | 2        | 0     | 0     | 6     | 0     | 1     | 18    | 1        | .339  | .374     | .524     | .898  |
| 1997      | 広島      | 87    | 88    | 77    | 4     | 18    | 2        | 1        | 1        | 25    | 6     | 1     | 0        | 0     | 0     | 10    | 3     | 1     | 17    | 2        | .234  | .330     | .325     | .654  |
| 1998      | 広島      | 109   | 311   | 277   | 35    | 75    | 11       | 2        | 6        | 108   | 40    | 4     | 2        | 0     | 1     | 31    | 2     | 2     | 44    | 6        | .271  | .347     | .390     | .737  |
| 1999      | 広島      | 96    | 178   | 162   | 21    | 38    | 8        | 2        | 2        | 56    | 14    | 4     | 1        | 1     | 0     | 15    | 1     | 0     | 26    | 1        | .235  | .299     | .346     | .645  |
| 2000      | 広島      | 112   | 269   | 247   | 37    | 74    | 10       | 1        | 13       | 125   | 46    | 5     | 1        | 1     | 1     | 20    | 3     | 0     | 51    | 6        | .300  | .351     | .506     | .857  |
| 2001      | 広島      | 107   | 214   | 189   | 24    | 54    | 11       | 2        | 4        | 81    | 24    | 3     | 2        | 1     | 2     | 22    | 1     | 0     | 32    | 4        | .286  | .357     | .429     | .785  |
| 2002      | 広島      | 97    | 159   | 146   | 20    | 45    | 6        | 1        | 4        | 65    | 19    | 1     | 2        | 1     | 1     | 10    | 0     | 1     | 29    | 0        | .308  | .354     | .445     | .800  |
| 2003      | 広島      | 92    | 232   | 207   | 32    | 66    | 6        | 1        | 7        | 95    | 32    | 6     | 2        | 0     | 1     | 23    | 0     | 1     | 43    | 1        | .319  | .388     | .459     | .847  |
| 2004      | 広島      | 79    | 97    | 88    | 13    | 25    | 4        | 1        | 3        | 40    | 21    | 0     | 0        | 0     | 1     | 6     | 0     | 2     | 17    | 1        | .284  | .340     | .455     | .795  |
| 2005      | 広島      | 80    | 118   | 98    | 11    | 26    | 6        | 0        | 0        | 32    | 9     | 3     | 0        | 1     | 1     | 17    | 0     | 1     | 29    | 2        | .265  | .376     | .327     | .703  |
| 2006      | 広島      | 43    | 66    | 63    | 2     | 14    | 0        | 0        | 0        | 14    | 4     | 2     | 0        | 0     | 0     | 3     | 0     | 0     | 7     | 2        | .222  | .258     | .222     | .480  |
| NPB：13年 | NPB：13年 | 1070  | 2039  | 1832  | 245   | 523   | 73       | 13       | 52       | 778   | 259   | 41    | 15       | 7     | 8     | 183   | 14    | 9     | 345   | 29       | .285  | .352     | .425     | .777  |

### 年度別守備成績
| 年 度 | 球 団 | 一塁  | 一塁  | 一塁  | 一塁  | 一塁  | 一塁     | 外野  | 外野  | 外野  | 外野  | 外野  | 外野     |
| 年 度 | 球 団 | 試 合 | 刺 殺 | 補 殺 | 失 策 | 併 殺 | 守 備 率 | 試 合 | 刺 殺 | 補 殺 | 失 策 | 併 殺 | 守 備 率 |
| ----- | ----- | ----- | ----- | ----- | ----- | ----- | -------- | ----- | ----- | ----- | ----- | ----- | -------- |
| 1993  | 広島  | -     | -     | -     | -     | -     | -        | 1     | 0     | 0     | 0     | 0     | ----     |
| 1995  | 広島  | 19    | 83    | 8     | 1     | 14    | .989     | 41    | 65    | 3     | 0     | 2     | 1.000    |
| 1996  | 広島  | 47    | 70    | 7     | 1     | 6     | .987     | 26    | 29    | 0     | 2     | 0     | .935     |
| 1997  | 広島  | 16    | 29    | 3     | 0     | 3     | 1.000    | 3     | 4     | 0     | 0     | 0     | 1.000    |
| 1998  | 広島  | 84    | 647   | 70    | 5     | 50    | .993     | 1     | 0     | 0     | 0     | 0     | ----     |
| 1999  | 広島  | 64    | 303   | 41    | 3     | 35    | .991     | 5     | 4     | 0     | 0     | 0     | 1.000    |
| 2000  | 広島  | 56    | 194   | 22    | 1     | 13    | .995     | 49    | 73    | 0     | 2     | 0     | .973     |
| 2001  | 広島  | 27    | 35    | 5     | 1     | 3     | .976     | 49    | 58    | 1     | 0     | 0     | 1.000    |
| 2002  | 広島  | 48    | 232   | 21    | 0     | 19    | 1.000    | 8     | 14    | 2     | 0     | 1     | 1.000    |
| 2003  | 広島  | 43    | 256   | 16    | 4     | 27    | .986     | 27    | 22    | 3     | 1     | 0     | .962     |
| 2004  | 広島  | 31    | 103   | 12    | 1     | 5     | .991     | 1     | 0     | 0     | 0     | 0     | ----     |
| 2005  | 広島  | 19    | 117   | 11    | 1     | 9     | .992     | -     | -     | -     | -     | -     | -        |
| 2006  | 広島  | 10    | 82    | 6     | 2     | 8     | .978     | -     | -     | -     | -     | -     | -        |
| 通算  | 通算  | 464   | 2151  | 222   | 20    | 192   | .991     | 211   | 269   | 9     | 3     | 3     | .989     |

### 記録
初記録
- 初出場：1993年4月18日、対読売ジャイアンツ2回戦（広島市民球場）、10回表に左翼手として出場
- 初打席：同上、10回裏に石毛博史の前に三振
- 初安打・初打点：1995年6月15日、対横浜ベイスターズ8回戦（横浜スタジアム）、1回表に有働克也から右中間適時二塁打
- 初本塁打：1995年7月1日、対読売ジャイアンツ14回戦（広島市民球場）、2回裏に木田優夫から右越ソロ

節目の記録
- 1000試合出場：2005年7月27日、対ヤクルトスワローズ9回戦（明治神宮野球場）、7番・一塁手として先発出場　※史上405人目

代打記録
- 通算代打起用：582回（歴代5位）
- 通算代打安打：154本（歴代3位）
- 通算代打打率（起用数300以上）：.315（歴代2位）

### 背番号
- 61 （1990年 - 1994年）
- 36 （1995年 - 1996年）
- 6 （1997年 - 2006年）
- 82 （2007年 - 2019年）